# 梅澤愛優香
梅澤 愛優香（うめざわ まゆか、1996年〈平成8年〉10月20日 - ）は、日本の飲食店経営者、元女性アイドル。神奈川県大和市出身。

## 経歴
幼い頃からラーメンが大好きで、高校時代は毎日のようにラーメンの食べ歩きをしていた。高校卒業後は、女性アイドルグループAKB48「バイトAKB」のメンバーとして活動。秋葉原にある劇場へ通い、ステージで歌やダンスを披露する日々を過ごした。その後、名古屋の「ロマンティックシェリー」という地下アイドルグループに所属。アイドル活動と並行し、帰宅後には自宅のキッチンにて動画やネットでレシピを調べ毎日試作を重ねていた。
20歳でアイドル活動を引退した後、2017年（平成29年）9月にラーメン店「麺匠八雲」の1号店（本店）を東京都葛飾区にて開店。2023年時点では「麺匠八雲」、「沙羅善」の計2店舗を経営していた。
2021年9月24日、セクハラや中傷を行っていた一部のラーメン評論家の「出入り禁止」を宣言した（詳細は#はんつ遠藤からの被害）。
2021年10月13日、自身が殺害予告を受けていることを公表。警察に被害届を提出し、しばらく療養することを明らかにした。
2022年4月3日、麺匠八雲本店を神奈川県大和市に移転。
2022年11月、高座渋谷に「ちゃんぽん龍龍」をオープン。2023年5月14日で同店舗を閉店。その1週間後には「沙羅善」も休業となった。
2023年9月より「麺匠八雲」が臨時休業し、その後も営業再開のめどが立っていない状態が続いている（#麺匠八雲の休業）。梅澤自身は8月末のイベント参加を最後に姿を消し、従業員や各メディアからも連絡がまったく付かない失踪状態である。

## 人物
ラーメンの修行経験はなく、すべて独学である。好きな食べ物は味噌ラーメンで、趣味は食べ歩き、ラーメン作りである。
愛称は、まゆか店長、ラーメン女王、うめまゆなど。

## 騒動

### 誹謗中傷による被害
2021年秋に新店「絹ノ郷」を開店予定だったが、新店の売りである麺の材料の業者に対して、「麺匠八雲」が反社会的勢力と付き合いがあるとメッセージが送られた。梅澤は業者の代表に対し、事実無根であることを伝えたが、「メッセージが送られている以上、疑惑を晴らしてくれないと、お付き合いは厳しい」などとして、材料の納入が取りやめとなり、出店計画を見直さざるを得なくなった。
梅澤はメッセージを送った男性を相手取り、慰謝料および業務妨害による損害賠償を求め、同年9月8日、横浜地方裁判所に提訴した。また、営業損害についても請求する予定。同時に、警察へ被害届も出しており、9月27日付で偽計業務妨害として受理された。
2023年4月14日、横浜地方裁判所は当該メッセージは業務妨害にあたると判断したほか、一部のSNS投稿が名誉毀損と侮辱行為であると認め、男性に55万円の支払いを命じた。また、2021年12月7日に横浜簡易裁判所が男性に信用毀損罪で罰金10万円の略式命令を下していたことも明らかになった。

### はんつ遠藤からの被害
2021年9月、ラーメン評論家のはんつ遠藤から受けたセクハラや誹謗中傷などの被害を報告した。具体的には、はんつ遠藤は以下のようなことを行った。
- 梅澤の許可を得ずに梅澤の写真を撮って「人妻シリーズ」の写真に使おうとした。
- ブログに「バイトAKB！！これはヤバい。ここヤバい会社だけど、地元のもう業者にお金払わなくて。さすがに仕事では絡めないラーメン店」などと事実無根の書き込みを行った。

これを受けた梅澤は、2021年10月18日、はんつ遠藤を相手取り、精神的苦痛への慰謝料など330万円の損害賠償をもとめて横浜地裁に提訴すると発表した。梅澤は弁護士ドットコムニュースの取材に、「私に対しておこなった行為に関する謝罪が一言もなかったことが提訴する決断となりました」と答えた。
2023年8月25日に行われた判決公判で横浜地裁は梅澤の訴えを認め、遠藤に38万5000円の支払いを命じた。遠藤も、梅澤がインタビューを受けたテレビの情報番組やネット記事の内容が名誉毀損にあたる、仕事の打ち切りにあったなどとして、計約800万円や謝罪広告をもとめて反訴していたが、請求は棄却された。

### 産地偽装
2021年10月17日、文春オンラインは「麺匠八雲」が使用している食材の産地偽装や経営の杜撰さを報じた。梅澤はメニューの表記と違う食材を使用していたことを謝罪し、「10月15日、消費者庁に報告しました」と述べている。具体的には、エビが国産ではなくインドネシア産、牛もつが国産ではなくアメリカ産、もやしが三重県産ではなく神奈川県産、豚肉が茨城県産ではなく山形県産だった。「麺匠八雲」は、2019年8月から2021年10月の期間にラーメンを食べた客に対し「レシートまたは領収書での確認が取れ次第、すぐに返金する」とコメントした。

### 麺匠八雲の休業
2023年9月1日、「麺匠八雲」が店舗前道路の水道管工事を理由に休業を発表。営業再開日は空白のままで、当該工事が終了しても営業再開のめどが立たない状態が続いた。店舗に駐車場を貸していた不動産会社によると、9月末で解約の申し出があったという。店舗の電気は止まり、店外に放置された冷蔵庫から傷んだ食材による異臭が漂うようになり、近隣住民から苦情の声が挙がっていることが文春オンラインによって報じられた。橋下綜合法律事務所所属の弁護士によると、「たとえ自身の所有する敷地内であっても、一般廃棄物的なものを放置しておかれると、不法投棄とみなされる可能性がある」という。各メディアは梅澤とは連絡がとれず、「失踪状態」と報じるメディアもある。

## 著書
- 『ラーメン女王への道―アイドルから店主への創業奮闘記―』[22]（さくら舎、2021年4月）ISBN 978-4865812893